# Wereldbeker langlaufen 2007/2008
De wereldbeker langlaufen voor het seizoen 2007/2008 (officieel: Viessmann FIS World Cup Cross-Country presented by Rauch) begon op 27 oktober 2007 in het Duitse Düsseldorf en eindigde op 16 maart 2008 in het Italiaanse Bormio. De wereldbeker werd georganiseerd door de Fédération Internationale de Ski. Het was de 27e editie van de wereldbeker voor zowel mannen als vrouwen.
De atleet die aan het einde van het seizoen de meeste punten had verzameld was eindwinnaar van de algemene wereldbeker. Net als vorig seizoen behoorde de etappewedstrijd Tour de Ski tot de wereldbekercyclus. De Tsjech Lukas Bauer was bij de mannen de overheerser van het seizoen, hij won de Tour de Ski en was ook in de rest van het seizoen ongenaakbaar. Bij de vrouwen verraste de jonge Zweedse Charlotte Kalla met haar eindzege in de Tour de Ski, toch was het net als vorig seizoen Finse Virpi Kuitunen die de algemene wereldbeker won.

## Mannen

### Kalender
| Datum                             | Plaats                            | Discipline                                       | Eerste                                                                         | Tweede                                                                               | Derde                                                                       |
| --------------------------------- | --------------------------------- | ------------------------------------------------ | ------------------------------------------------------------------------------ | ------------------------------------------------------------------------------------ | --------------------------------------------------------------------------- |
| 27/10/2007                        | Düsseldorf                        | Sprint (vrije stijl)                             | Josef Wenzl                                                                    | Björn Lind                                                                           | John Kristian Dahl                                                          |
| 28/10/2007                        | Düsseldorf                        | Teamsprint (vrije stijl)                         | Zweden Peter Larsson Thobias Fredriksson                                       | Noorwegen Johan Kjølstad Tor Arne Hetland                                            | Zweden Marcus Hellner Emil Jönsson                                          |
| 24/11/2007                        | Beitostølen                       | 15 km vrije stijl                                | Axel Teichmann                                                                 | Lukas Bauer                                                                          | Anders Södergren                                                            |
| 25/11/2007                        | Beitostølen                       | 4 x 10 km estafette                              | Noorwegen Martin Sundby Jens Arne Svartedal Tore Ruud Hofstad Tor Arne Hetland | Noorwegen Eldar Rønning Odd-Bjørn Hjelmeset Morten Eilifsen Tord Asle Gjerdalen      | Rusland Vasili Rotsjev Nikolaj Pankratov Alexander Legkov Jevgeni Dementjev |
| 01/12/2007                        | Kuusamo                           | Sprint (klassieke stijl)                         | Johan Kjølstad                                                                 | Emil Jönsson                                                                         | Mats Larsson                                                                |
| 02/12/2007                        | Kuusamo                           | 15 km klassieke stijl                            | Lukas Bauer                                                                    | Eldar Rønning                                                                        | Axel Teichmann                                                              |
| 08/12/2007                        | Davos                             | 15 km klassieke stijl                            | Axel Teichmann                                                                 | Odd-Bjørn Hjelmeset                                                                  | Sami Jauhojärvi                                                             |
| 09/12/2007                        | Davos                             | 4 x 10 km estafette                              | Tsjechië Martin Jaks Lukas Bauer Milan Sperl Martin Koukal                     | Italië Giorgio Di Centa Valerio Checchi Pietro Piller Cottrer Cristian Zorzi         | Zweden Mats Larsson Johan Olsson Anders Södergren Marcus Hellner            |
| 15/12/2007                        | Rybinsk                           | 30 km vrije stijl (massastart)                   | Tor Arne Hetland                                                               | Ville Nousiainen                                                                     | Pietro Piller Cottrer                                                       |
| 16/12/2007                        | Rybinsk                           | Sprint (vrije stijl)                             | Anders Gløersen                                                                | Ola Vigen Hattestad                                                                  | Øystein Pettersen                                                           |
| Tour de Ski                       |                                   |                                                  |                                                                                |                                                                                      |                                                                             |
| 28/12/2007                        | Nove Mesto                        | 4,5 km klassieke stijl proloog                   | Lukas Bauer                                                                    | Axel Teichmann                                                                       | Odd-Bjørn Hjelmeset                                                         |
| 29/12/2007                        | Nove Mesto                        | 15 km vrije stijl (handicapstart)                | Lukas Bauer                                                                    | Marcus Hellner                                                                       | Anders Södergren                                                            |
| 30/12/2007                        | Praag                             | Sprint (vrije stijl)                             | Nikolaj Morilov                                                                | Simen Østensen                                                                       | Tor Arne Hetland                                                            |
| 01/01/2008                        | Oberstdorf                        | 20 km klassieke/vrije stijl                      |                                                                                |                                                                                      |                                                                             |
| 02/01/2008                        | Oberstdorf                        | 15 km klassieke stijl                            |                                                                                |                                                                                      |                                                                             |
| 01/01/2008                        | Nove Mesto                        | 15 km vrije stijl (handicapstart)                | Lukas Bauer                                                                    | Martin Koukal                                                                        | Pietro Piller Cottrer                                                       |
| 02/01/2008                        | Nove Mesto                        | 15 km klassieke stijl                            | Lukas Bauer                                                                    | Tord Asle Gjerdalen                                                                  | Pietro Piller Cottrer                                                       |
| 04/01/2008                        | Asiago                            | Sprint (vrije stijl)                             | Petter Northug                                                                 | Nikolaj Tsjebotko                                                                    | Tor Arne Hetland                                                            |
| 05/01/2008                        | Val di Fiemme                     | 20 km klassieke stijl (massastart)               | Odd-Bjørn Hjelmeset                                                            | Jens Arne Svartedal                                                                  | Franz Göring                                                                |
| 06/01/2008                        | Val di Fiemme                     | 10 km vrije stijl (bergachtervolging)            | René Sommerfeldt                                                               | Christian Hoffmann                                                                   | Martin Bajcicak                                                             |
| Eindstand Tour de Ski:            | Eindstand Tour de Ski:            | Eindstand Tour de Ski:                           | Lukas Bauer                                                                    | René Sommerfeldt                                                                     | Giorgio Di Centa                                                            |
| 22/01/2008                        | Canmore                           | 15 km + 15 km dubbele achtervolging              | Nikolaj Pankratov                                                              | Giorgio Di Centa                                                                     | Axel Teichmann                                                              |
| 23/01/2008                        | Canmore                           | Sprint (klassieke stijl)                         | Børre Næss                                                                     | Ola Vigen Hattestad                                                                  | Eldar Rønning                                                               |
| 25/01/2008                        | Canmore                           | 15 km vrije stijl                                | Valerio Checchi                                                                | René Sommerfeldt                                                                     | Pietro Piller Cottrer                                                       |
| 26/01/2008                        | Canmore                           | Sprint (vrije stijl)                             | Emil Jönsson                                                                   | Ivan Ivanov                                                                          | Matias Strandvall                                                           |
| 09/02/2008                        | Otepää                            | 15 km klassieke stijl                            | Lukas Bauer                                                                    | Jaak Mae                                                                             | Ville Nousiainen                                                            |
| 10/02/2008                        | Otepää                            | Sprint (klassieke stijl)                         | Eldar Rønning                                                                  | John Kristian Dahl                                                                   | Ola Vigen Hattestad                                                         |
| 16/02/2008                        | Liberec                           | Individuele achtervolging 15 11,4 km vrije stijl | Jean-Marc Gaillard                                                             | Lukas Bauer                                                                          | Christian Hoffmann                                                          |
| 17/02/2008                        | Liberec                           | Teamsprint (klassiek)                            | Noorwegen Martin J. Sundby Simen Østensen                                      | Finland Sami Jauhojärvi Ville Nousiainen                                             | Noorwegen John Kristian Dahl Eldar Rønning                                  |
| 23/02/2008                        | Falun                             | 15 km + 15 km dubbele achtervolging              | Lukas Bauer                                                                    | Tord Asle Gjerdalen                                                                  | Anders Södergren                                                            |
| 24/02/2008                        | Falun                             | 4 x 10 km estafette                              | Noorwegen Martin J. Sundby Chris Jespersen Morten Eilifsen Petter Northug      | Noorwegen Jens Arne Svartedal Odd-Bjørn Hjelmeset Simen Østensen Tord Asle Gjerdalen | Tsjechië Martin Jaks Lukas Bauer Jiri Magal Martin Koukal                   |
| 27/02/2008                        | Stockholm                         | Sprint (klassieke stijl)                         | Jens Arne Svartedal                                                            | Børre Næss                                                                           | Emil Jönsson                                                                |
| 01/03/2008                        | Lahti                             | Sprint (vrije stijl)                             | Anders Gløersen                                                                | Andrew Newell                                                                        | Ola Vigen Hattestad                                                         |
| 02/03/2008                        | Lahti                             | 15 km klassieke stijl                            | Lukas Bauer                                                                    | René Sommerfeldt                                                                     | Sergej Tsjerepanov                                                          |
| 05/03/2008                        | Drammen                           | Sprint (klassieke stijl)                         | Ola Vigen Hattestad                                                            | Jens Arne Svartedal                                                                  | Emil Jönsson                                                                |
| 08/03/2008                        | Oslo                              | 50 km vrije stijl                                | Anders Södergren                                                               | Lukas Bauer                                                                          | Remo Fischer                                                                |
| Wereldbekerfinale                 |                                   |                                                  |                                                                                |                                                                                      |                                                                             |
| 14/03/2008                        | Bormio                            | 3,3 km vrije stijl                               | Pietro Piller Cottrer                                                          | Tord Asle Gjerdalen                                                                  | Martin Jaks                                                                 |
| 15/03/2008                        | Bormio                            | 20 km klassieke stijl (massastart)               | Vincent Vittoz                                                                 | Lukas Bauer                                                                          | Tord Asle Gjerdalen                                                         |
| 16/03/2008                        | Bormio                            | 15 km vrije stijl (handicapstart)                | Matti Heikkinen                                                                | Sami Jauhojärvi                                                                      | Roland Clara                                                                |
| Eindklassement wereldbekerfinale: | Eindklassement wereldbekerfinale: | Eindklassement wereldbekerfinale:                | Vincent Vittoz                                                                 | Lukas Bauer                                                                          | Giorgio Di Centa                                                            |

### Eindstanden
| Algemene wereldbeker | Algemene wereldbeker  | Algemene wereldbeker | Algemene wereldbeker |
| #                    | Naam                  | Land                 | Punten               |
| -------------------- | --------------------- | -------------------- | -------------------- |
| 1                    | Lukas Bauer           | CZE                  | 1.462                |
| 2                    | René Sommerfeldt      | GER                  | 829                  |
| 3                    | Pietro Piller Cottrer | ITA                  | 783                  |
| 4                    | Tord Asle Gjerdalen   | NOR                  | 692                  |
| 5                    | Giorgio Di Centa      | ITA                  | 692                  |
| 6                    | Tor Arne Hetland      | NOR                  | 656                  |
| 7                    | Anders Södergren      | SWE                  | 549                  |
| 8                    | Axel Teichmann        | GER                  | 543                  |
| 9                    | Jens Arne Svartedal   | NOR                  | 527                  |
| 10                   | Valerio Checchi       | ITA                  | 510                  |
| 11                   | Vincent Vittoz        | FRA                  | 492                  |
| 12                   | Petter Northug        | NOR                  | 475                  |
| 13                   | Eldar Rønning         | NOR                  | 463                  |
| 14                   | Ola Vigen Hattestad   | NOR                  | 450                  |
| 15                   | Emil Jönsson          | SWE                  | 448                  |

| Afstandswereldbeker | Afstandswereldbeker   | Afstandswereldbeker | Afstandswereldbeker |
| #                   | Naam                  | Land                | Punten              |
| ------------------- | --------------------- | ------------------- | ------------------- |
| 1                   | Lukas Bauer           | CZE                 | 986                 |
| 2                   | Pietro Piller Cottrer | ITA                 | 516                 |
| 3                   | René Sommerfeldt      | GER                 | 494                 |
| 4                   | Vincent Vittoz        | FRA                 | 456                 |
| 5                   | Anders Södergren      | SWE                 | 433                 |
| 6                   | Valerio Checchi       | ITA                 | 424                 |
| 7                   | Giorgio Di Centa      | ITA                 | 382                 |
| 8                   | Axel Teichmann        | GER                 | 374                 |
| 9                   | Tord Asle Gjerdalen   | NOR                 | 353                 |
| 10                  | Ville Nousiainen      | FIN                 | 291                 |
| 11                  | Tobias Angerer        | GER                 | 287                 |
| 12                  | Odd Bjørn Hjelmeset   | NOR                 | 239                 |
| 13                  | Sami Jauhojärvi       | FIN                 | 226                 |
| 14                  | Nikolay Pankratov     | RUS                 | 225                 |
| 15                  | Jens Arne Svartedal   | NOR                 | 215                 |

| Sprintwereldbeker | Sprintwereldbeker   | Sprintwereldbeker | Sprintwereldbeker |
| #                 | Naam                | Land              | Punten            |
| ----------------- | ------------------- | ----------------- | ----------------- |
| 1                 | Ola Vigen Hattestad | NOR               | 450               |
| 2                 | Emil Jönsson        | SWE               | 448               |
| 3                 | John Kristian Dahl  | NOR               | 321               |
| 4                 | Anders Gløersen     | NOR               | 315               |
| 5                 | Tor Arne Hetland    | NOR               | 291               |
| 6                 | Johan Kjølstad      | NOR               | 278               |
| 7                 | Eldar Rønning       | NOR               | 266               |
| 8                 | Björn Lind          | SWE               | 261               |
| 9                 | Børre Næss          | NOR               | 244               |
| 10                | Andrew Newell       | USA               | 219               |
| 11                | Jens Arne Svartedal | NOR               | 208               |
| 12                | Mattias Strandvall  | FIN               | 187               |
| 13                | Øystein Pettersen   | NOR               | 185               |
| 14                | Petter Northug      | NOR               | 181               |
| 15                | Nikolay Morilov     | RUS               | 173               |

## Vrouwen

### Kalender
| Datum                  | Plaats                 | Discipline                                      | Eerste                                                                                  | Tweede                                                                                | Derde                                                                                 |
| ---------------------- | ---------------------- | ----------------------------------------------- | --------------------------------------------------------------------------------------- | ------------------------------------------------------------------------------------- | ------------------------------------------------------------------------------------- |
| 27/10/2007             | Düsseldorf             | Sprint (vrije stijl)                            | Natalja Matvejeva                                                                       | Marit Bjørgen                                                                         | Anna Dahlberg                                                                         |
| 28/10/2007             | Düsseldorf             | Teamsprint (vrije stijl)                        | Zweden Charlotte Kalla Britta Norgren                                                   | Rusland Natalja Korosteljova Natalja Matvejeva                                        | Finland Pirjo Muranen Virpi Kuitunen                                                  |
| 24/11/2007             | Beitostølen            | 10 km vrije stijl                               | Marit Bjørgen                                                                           | Vibeke Skofterud                                                                      | Charlotte Kalla                                                                       |
| 25/11/2007             | Beitostølen            | 4 x 5 km estafette                              | Noorwegen Astrid Jacobsen Therese Johaug Vibeke Skofterud Marit Bjørgen                 | Duitsland Stefanie Böhler Katrin Zeller Evi Sachenbacher-Stehle Claudia Künzel-Nystad | Finland Riikka Sarasoja Aino Kaisa Saarinen Riitta-Liisa Roponen Pirjo Muranen        |
| 01/12/2007             | Kuusamo                | Sprint (klassieke stijl)                        | Petra Majdic                                                                            | Astrid Jacobsen                                                                       | Alena Prochazkova                                                                     |
| 02/12/2007             | Kuusamo                | 10 km klassieke stijl                           | Marit Bjørgen                                                                           | Astrid Jacobsen                                                                       | Justyna Kowalczyk                                                                     |
| 08/12/2007             | Davos                  | 10 km klassieke stijl                           | Virpi Kuitunen                                                                          | Vibeke Skofterud                                                                      | Kristin Størmer Steira                                                                |
| 09/12/2007             | Davos                  | 4 x 5 km estafette                              | Noorwegen Kristin Mürer Stemland Therese Johaug Kristin Størmer Steira Vibeke Skofterud | Duitsland Manuela Henkel Katrin Zeller Evi Sachenbacher-Stehle Stefanie Böhler        | Rusland Larisa Koerkina Olga Rotsjeva Joelija Tsjekaleva Natalja Korosteleva          |
| 15/12/2007             | Rybinsk                | 15 km vrije stijl (massastart)                  | Astrid Jacobsen                                                                         | Natalja Korosteleva                                                                   | Riitta-Liisa Roponen                                                                  |
| 16/12/2007             | Rybinsk                | Sprint (vrije stijl)                            | Kikkan Randall                                                                          | Astrid Jacobsen                                                                       | Natalja Korosteleva                                                                   |
| Tour de Ski            |                        |                                                 |                                                                                         |                                                                                       |                                                                                       |
| 28/12/2007             | Nove Mesto             | 3 km klassieke stijl                            | Virpi Kuitunen                                                                          | Aino-Kaisa Saarinen                                                                   | Justyna Kowalczyk                                                                     |
| 29/12/2007             | Nove Mesto             | 10 km vrije stijl (handicapstart)               | Marit Bjørgen                                                                           | Charlotte Kalla                                                                       | Justyna Kowalczyk                                                                     |
| 30/12/2007             | Praag                  | Sprint (vrije stijl)                            | Arianna Follis                                                                          | Pirjo Muranen                                                                         | Marit Bjørgen                                                                         |
| 01/01/2008             | Oberstdorf             | 10 km klassieke/vrije stijl                     |                                                                                         |                                                                                       |                                                                                       |
| 02/01/2008             | Oberstdorf             | 10 km klassieke stijl                           |                                                                                         |                                                                                       |                                                                                       |
| 01/01/2008             | Nove Mesto             | 10 km vrije stijl (handicapstart)               | Charlotte Kalla                                                                         | Arianna Follis                                                                        | Justyna Kowalczyk                                                                     |
| 02/01/2008             | Nove Mesto             | 10 km klassieke stijl                           | Aino-Kaisa Saarinen                                                                     | Virpi Kuitunen                                                                        | Therese Johaug                                                                        |
| 04/01/2008             | Asiago                 | Sprint (vrije stijl)                            | Charlotte Kalla                                                                         | Natalja Korosteleva                                                                   | Justyna Kowalczyk                                                                     |
| 05/01/2008             | Val di Fiemme          | 10 km klassieke stijl (massastart)              | Virpi Kuitunen                                                                          | Charlotte Kalla                                                                       | Claudia Künzel-Nystad                                                                 |
| 06/01/2008             | Val di Fiemme          | 10 km vrije stijl (handicapstart)               | Valentyna Sjevtsjenko                                                                   | Kristin Størmer Steira                                                                | Claudia Nystad                                                                        |
| Eindstand Tour de Ski: | Eindstand Tour de Ski: | Eindstand Tour de Ski:                          | Charlotte Kalla                                                                         | Virpi Kuitunen                                                                        | Arianna Follis                                                                        |
| 22/01/2008             | Canmore                | 7,5 km + 7,5 km dubbele achtervolging           | Justyna Kowalczyk                                                                       | Jevgenia Medvedeva                                                                    | Olga Rotsjeva                                                                         |
| 23/01/2008             | Canmore                | Sprint (klassieke stijl)                        | Petra Majdic                                                                            | Astrid Jacobsen                                                                       | Justyna Kowalczyk                                                                     |
| 25/01/2008             | Canmore                | 10 km vrije stijl                               | Valentyna Sjevtsjenko                                                                   | Jevgenia Medvedeva                                                                    | Justyna Kowalczyk                                                                     |
| 26/01/2008             | Canmore                | Sprint (vrije stijl)                            | Chandra Crawford                                                                        | Pirjo Muranen                                                                         | Magda Genuin                                                                          |
| 09/02/2008             | Otepää                 | 10 km klassieke stijl                           | Virpi Kuitunen                                                                          | Aino-Kaisa Saarinen                                                                   | Therese Johaug                                                                        |
| 10/02/2008             | Otepää                 | Sprint (klassieke stijl)                        | Petra Majdic                                                                            | Astrid Jacobsen                                                                       | Virpi Kuitunen                                                                        |
| 16/02/2008             | Liberec                | Individuele achtervolging 10 km klassieke stijl | Astrid Jacobsen                                                                         | Justyna Kowalczyk                                                                     | Charlotte Kalla                                                                       |
| 17/02/2008             | Liberec                | Teamsprint (klassiek)                           | Noorwegen Marit Bjørgen Astrid Jacobsen                                                 | Finland Aino-Kaisa Saarinen Pirjo Muranen                                             | Rusland Jevgenia Sjapovalova Natalja Matvejeva                                        |
| 23/02/2008             | Falun                  | 7,5 km + 7,5 km dubbele achtervolging           | Astrid Jacobsen                                                                         | Marit Bjørgen                                                                         | Aino-Kaisa Saarinen                                                                   |
| 24/02/2008             | Falun                  | 4 x 5 km estafette                              | Noorwegen Ingrid Aunet Tyldum Astrid Jacobsen Kristin Størmer Steira Marit Bjørgen      | Finland Virpi Kuitunen Aino-Kaisa Saarinen Riitta-Liisa Roponen Riikka Sarasoja       | Duitsland Stefanie Böhler Katrin Zeller Claudia Künzel-Nystad Evi Sachenbacher-Stehle |
| 27/02/2008             | Stockholm              | Sprint (klassieke stijl)                        | Virpi Kuitunen                                                                          | Petra Majdic                                                                          | Madoka Natsumi                                                                        |
| 01/03/2008             | Lahti                  | Sprint (vrije stijl)                            | Chandra Crawford                                                                        | Natalja Matvejeva                                                                     | Evi Sachenbacher-Stehle                                                               |
| 02/03/2008             | Lahti                  | 10 km klassieke stijl                           | Virpi Kuitunen                                                                          | Valentyna Sjevtsjenko                                                                 | Katrin Zeller                                                                         |
| 05/03/2008             | Drammen                | Sprint (klassieke stijl)                        | Virpi Kuitunen                                                                          | Petra Majdic                                                                          | Astrid Jacobsen                                                                       |
| 08/03/2008             | Oslo                   | 30 km vrije stijl                               | Valentyna Sjevtsjenko                                                                   | Charlotte Kalla                                                                       | Claudia Künzel-Nystad                                                                 |
| Wereldbekerfinale      |                        |                                                 |                                                                                         |                                                                                       |                                                                                       |
| 14/03/2008             | Bormio                 | 2,3 km vrije stijl                              | Claudia Künzel-Nystad                                                                   | Astrid Jacobsen                                                                       | Riitta-Liisa Roponen                                                                  |
| 15/03/2008             | Bormio                 | 10 km klassieke stijl (massastart)              | Virpi Kuitunen                                                                          | Justyna Kowalczyk                                                                     | Marit Bjørgen                                                                         |
| 16/03/2008             | Bormio                 | 10 km vrije stijl (handicapstart)               | Virpi Kuitunen                                                                          | Justyna Kowalczyk                                                                     | Claudia Künzel-Nystad                                                                 |

### Eindstanden
| Algemene wereldbeker | Algemene wereldbeker    | Algemene wereldbeker | Algemene wereldbeker |
| #                    | Naam                    | Land                 | Punten               |
| -------------------- | ----------------------- | -------------------- | -------------------- |
| 1                    | Virpi Kuitunen          | FIN                  | 1.552                |
| 2                    | Astrid Jacobsen         | NOR                  | 1.255                |
| 3                    | Justyna Kowalczyk       | POL                  | 1.096                |
| 4                    | Charlotte Kalla         | SWE                  | 1.046                |
| 5                    | Petra Majdic            | SLO                  | 969                  |
| 6                    | Valentyna Sjevtsjenko   | UKR                  | 957                  |
| 7                    | Arianna Follis          | ITA                  | 934                  |
| 8                    | Claudia Künzel-Nystad   | GER                  | 921                  |
| 9                    | Aino-Kaisa Saarinen     | FIN                  | 826                  |
| 10                   | Evi Sachenbacher-Stehle | GER                  | 736                  |
| 11                   | Marit Bjørgen           | NOR                  | 690                  |
| 12                   | Olga Rotsjeva           | RUS                  | 639                  |
| 13                   | Riitta-Liisa Roponen    | FIN                  | 637                  |
| 14                   | Pirjo Muranen           | FIN                  | 523                  |
| 15                   | Seraina Mischol         | SUI                  | 502                  |

| Afstandswereldbeker | Afstandswereldbeker     | Afstandswereldbeker | Afstandswereldbeker |
| #                   | Naam                    | Land                | Punten              |
| ------------------- | ----------------------- | ------------------- | ------------------- |
| 1                   | Virpi Kuitunen          | FIN                 | 727                 |
| 2                   | Valentyna Sjevtsjenko   | UKR                 | 707                 |
| 3                   | Justyna Kowalczyk       | POL                 | 661                 |
| 4                   | Astrid Jacobsen         | NOR                 | 644                 |
| 5                   | Claudia Künzel-Nystad   | GER                 | 535                 |
| 6                   | Marit Bjørgen           | NOR                 | 502                 |
| 7                   | Charlotte Kalla         | SWE                 | 485                 |
| 8                   | Aino-Kaisa Saarinen     | FIN                 | 456                 |
| 9                   | Arianna Follis          | ITA                 | 439                 |
| 10                  | Evi Sachenbacher-Stehle | GER                 | 396                 |
| 11                  | Riitta Liisa Roponen    | FIN                 | 389                 |
| 12                  | Kristin Størmer Steira  | NOR                 | 367                 |
| 13                  | Olga Rocheva            | RUS                 | 332                 |
| 14                  | Petra Majdič            | SLO                 | 316                 |
| 15                  | Therese Johaug          | NOR                 | 304                 |

| Sprintwereldbeker | Sprintwereldbeker       | Sprintwereldbeker | Sprintwereldbeker |
| #                 | Naam                    | Land              | Punten            |
| ----------------- | ----------------------- | ----------------- | ----------------- |
| 1                 | Petra Majdic            | SLO               | 609               |
| 2                 | Astrid Jacobsen         | NOR               | 570               |
| 3                 | Virpi Kuitunen          | FIN               | 538               |
| 4                 | Natalja Matvejeva       | RUS               | 365               |
| 5                 | Pirjo Muranen           | FIN               | 365               |
| 6                 | Aino-Kaisa Saarinen     | FIN               | 330               |
| 7                 | Chandra Crawford        | CAN               | 319               |
| 8                 | Justyna Kowalczyk       | POL               | 301               |
| 9                 | Arianna Follis          | ITA               | 264               |
| 10                | Madoka Natsumi          | JPN               | 238               |
| 11                | Evi Sachenbacher-Stehle | GER               | 233               |
| 12                | Seraina Mischol         | SUI               | 232               |
| 13                | Claudia Künzel-Nystad   | GER               | 226               |
| 14                | Magda Genuin            | ITA               | 221               |
| 15                | Kikkan Randall          | USA               | 198               |

## Landenklassementen
| Algemeen | Algemeen    | Algemeen | Algemeen |
| #        | Land        | Punten   |          |
| -------- | ----------- | -------- | -------- |
| 1        | Noorwegen   | 11.017   |          |
| 2        | Finland     | 6.067    |          |
| 3        | Duitsland   | 6.067    |          |
| 4        | Rusland     | 5.238    |          |
| 5        | Italië      | 5.049    |          |
| 6        | Zweden      | 4.758    |          |
| 7        | Tsjechië    | 2.886    |          |
| 8        | Frankrijk   | 1.702    |          |
| 9        | Zwitserland | 1.580    |          |
| 10       | Slovenië    | 1.238    |          |

| Mannen | Mannen           | Mannen | Mannen |
| #      | Land             | Punten |        |
| ------ | ---------------- | ------ | ------ |
| 1      | Noorwegen        | 6.448  |        |
| 2      | Italië           | 2.844  |        |
| 3      | Duitsland        | 2.838  |        |
| 4      | Tsjechië         | 2.764  |        |
| 5      | Zweden           | 2.502  |        |
| 6      | Rusland          | 2.304  |        |
| 7      | Finland          | 1.641  |        |
| 8      | Frankrijk        | 1.383  |        |
| 9      | Zwitserland      | 807    |        |
| 10     | Verenigde Staten | 550    |        |

| Vrouwen | Vrouwen     | Vrouwen | Vrouwen |
| #       | Land        | Punten  |         |
| ------- | ----------- | ------- | ------- |
| 1       | Noorwegen   | 4.569   |         |
| 2       | Finland     | 4.426   |         |
| 3       | Duitsland   | 3.189   |         |
| 4       | Rusland     | 2.934   |         |
| 5       | Zweden      | 2.256   |         |
| 6       | Italië      | 2.205   |         |
| 7       | Slovenië    | 1.238   |         |
| 8       | Polen       | 1.156   |         |
| 9       | Oekraïne    | 993     |         |
| 10      | Zwitserland | 773     |         |